# Alexander Vrňák
Alexander Vrňák (* 2. července 1958) je bývalý český hokejista, útočník.

## Hokejová kariéra
V lize hrál za Poldi SONP Kladno. S Kladnem získal v roce 1980 mistrovský titul. Během vojenské služby hrál za Duklu Trenčín a B-tým Dukly Jihlava.

## Klubové statistiky
| Sezona    | Klub              | Soutěž  | Základní část | Základní část | Základní část | Základní část | Základní část |
| Sezona    | Klub              | Soutěž  | Z             | G             | A             | B             | TM            |
| --------- | ----------------- | ------- | ------------- | ------------- | ------------- | ------------- | ------------- |
| 1979/1980 | Poldi SONP Kladno | 1. liga | 2             | 0             | 0             | 0             | 0             |
| 1980/1981 | Poldi SONP Kladno | 1. liga | 29            | 9             | 4             | 13            | 14            |
| 1981/1982 | Poldi SONP Kladno | 1. liga | 40            | 9             | 9             | 18            | 16            |
| 1982/1983 | Poldi SONP Kladno | 1. liga | 44            | 11            | 8             | 19            | 32            |
| 1983/1984 | Poldi SONP Kladno | 2. liga | 36            | 16            | 12            | 28            | 26            |
| 1984/1985 | Poldi SONP Kladno | 1. liga | 44            | 13            | 13            | 26            | 37            |
| 1985/1986 | Poldi SONP Kladno | 1. liga | 21            | 1             | 2             | 3             | 14            |
| 1986/1987 | Poldi SONP Kladno | 2. liga | 20            | 3             | 5             | 8             | 8             |